# Magglio Ordóñez
Magglio Jose Ordóñez (ur. 28 stycznia 1974 w Caracas) – baseballista wenezuelski, który występował na pozycji prawozapolowego. W ciągu swojej piętnastoletniej kariery w Major League Baseball był zawodnikiem klubów American League – Chicago White Sox i Detroit Tigers.
Sześciokrotny uczestnik Meczu Gwiazd (1999–2001, 2003, 2006–2007), trzykrotny zdobywca nagrody Silver Slugger Award (2000, 2002, 2007). W 2007 roku był najlepszym zawodnikiem w lidze pod względem średniej uderzeń (0,363). Karierę zakończył w 2011 roku.